# Лычакское сельское поселение
Лыча́кское се́льское поселе́ние — муниципальное образование (сельское поселение) в составе Фроловского района Волгоградской области.
Административный центр — посёлок Лычак.
Глава Лычакского сельского поселения — Гребнев Игорь Александрович.

## География
Поселение расположено в центре Фроловского района, севернее города Фролово.

## Население
Численность населения составляет 0,93 тыс. человек.

## Административное деление
Код ОКАТО — 18 256 830 xxx
Код ОКТМО — 18 656 430
На территории поселения находятся 4 населённых пункта: 1 посёлок и 3 хутора:
| Название          | ОКАТО          | Тип населённого пункта          | Население, тыс. чел |
| ----------------- | -------------- | ------------------------------- | ------------------- |
| Лычак             | 18 256 830 001 | посёлок, административный центр | 0,69                |
| Банный            | 18 256 830 002 | хутор                           | 0,1                 |
| Благодатный       | 18 256 830 003 | хутор                           | 0,13                |
| Парижская Коммуна | 18 256 830 004 | хутор                           | 0,01                |

## Власть
В соответствии с Законом Волгоградской области от 18 ноября 2005 г. N 1120-ОД «Об установлении наименований органов местного самоуправления в Волгоградской области», в Лычакском сельском поселении установлена следующая система и наименования органов местного самоуправления:
- Совет депутатов Лычакского сельского поселения (11 октября 2009 года избран второй созыв)
численность (первого созыва) — 7 депутатов[4]
избирательная система — мажоритарная, один многомандатный избирательный округ.
- Глава Лычакского сельского поселения — Гребнев Игорь Александрович (избран 11 октября 2009 года)[2]
- Администрация Лычакского сельского поселения